# Azure虚拟桌面
Azure虚拟桌面原名Windows虛擬桌面（Windows Virtual Desktop，WVD，2021年6月前的名稱）是以Microsoft Azure為基礎的系統，可以將Microsoft Windows作業虛擬化，通過雲端運算提供虚拟桌面。Azure虛擬桌面的目標客戶是企業客戶而不是一般用戶。
WVD最早是在2018年9月由Microsoft提出，在2019年三月第一次公開展示，在2019年9月販售。
Azure虛擬桌面客戶端支援Windows、MacOS、Android、IOS及HTML5。

## 外部連結
- 官方网站